# 経絡

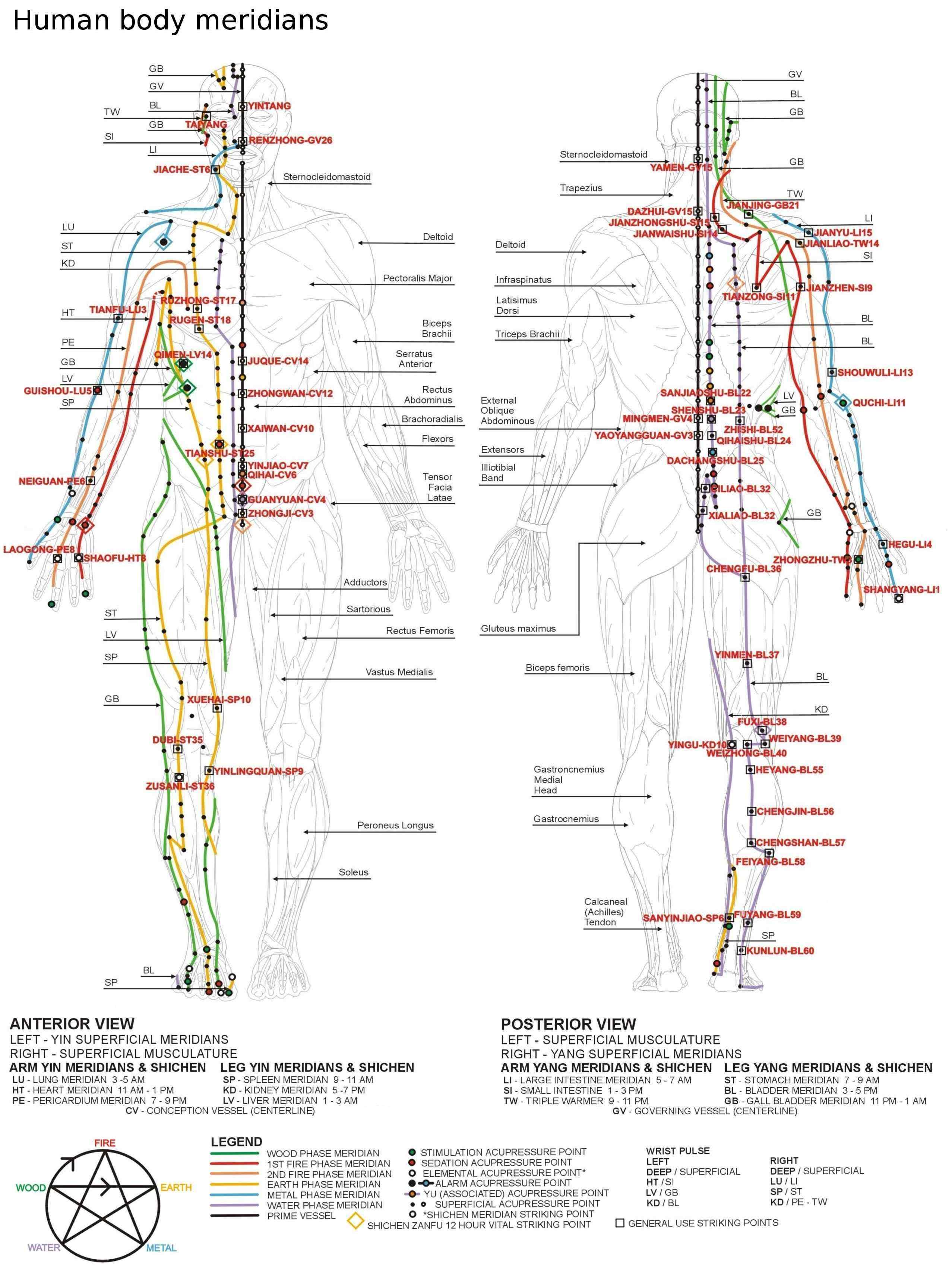
経絡図の一例

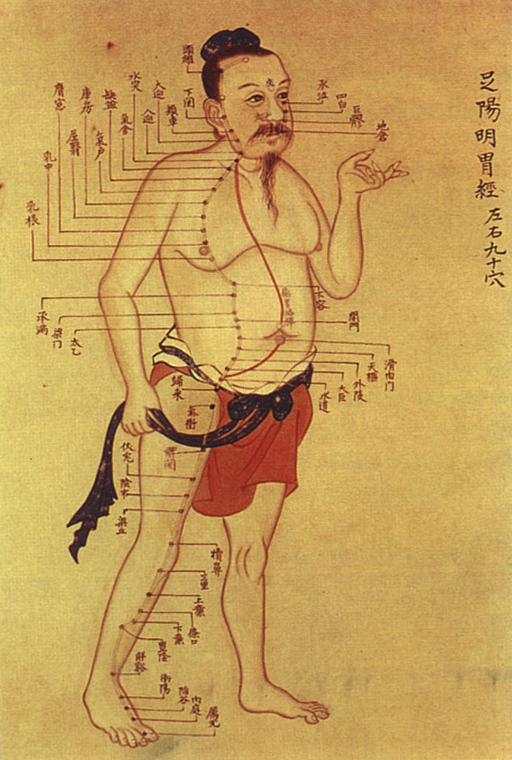
経絡図の一例

経絡（けいらく、Meridian）とは、古代中国の医学において、人体の中の気血栄衛（気や血や水などといった生きるために必要なもの、現代で言う代謝物質）の通り道として考え出されたものである。経は経脈を、絡は絡脈を表し、経脈は縦の脈、絡脈は横の脈の意。
経脈は十二の正経と呼ばれるものと、八の奇経と呼ばれるものがある。正経は陰陽で分類され、陰は太陰、少陰、厥陰の三陰に、陽は太陽、陽明、少陽の三陽に分けられ、手、足それぞれに三陽三陰の属する経脈が割り振られて計十二脈になる。そして、陰経は臓に属して、陽経は腑に属する。奇経の中では任脈と督脈だけが独自の経穴を持っている。
経脈には経別と呼ばれるものもある。
絡脈は十五絡脈とその他の絡脈、その中でさらに分かれて小さくなった孫絡がある。その他、五臓六腑を纏わない経筋と呼ばれるものもある。
上記全てを併せて、経絡と呼ぶ。
経絡という言葉の語源：

【出典】：《素問•三部九候論》：“血病身有痛者治経絡。”《漢書•藝文志》：“医経者，原人血脈経髓陰陽表裏，以起百病之本，死生之分。” 

【示例】：《史记•扁鵲倉公列伝》“中経維絡，別下於三焦、膀胱” 唐 張守節 正義：“言経絡於三焦及膀胱也。” 明 宋濂 《医家十四經発揮序》：“学医道者，不可不明乎経絡。”

## ギャラリー

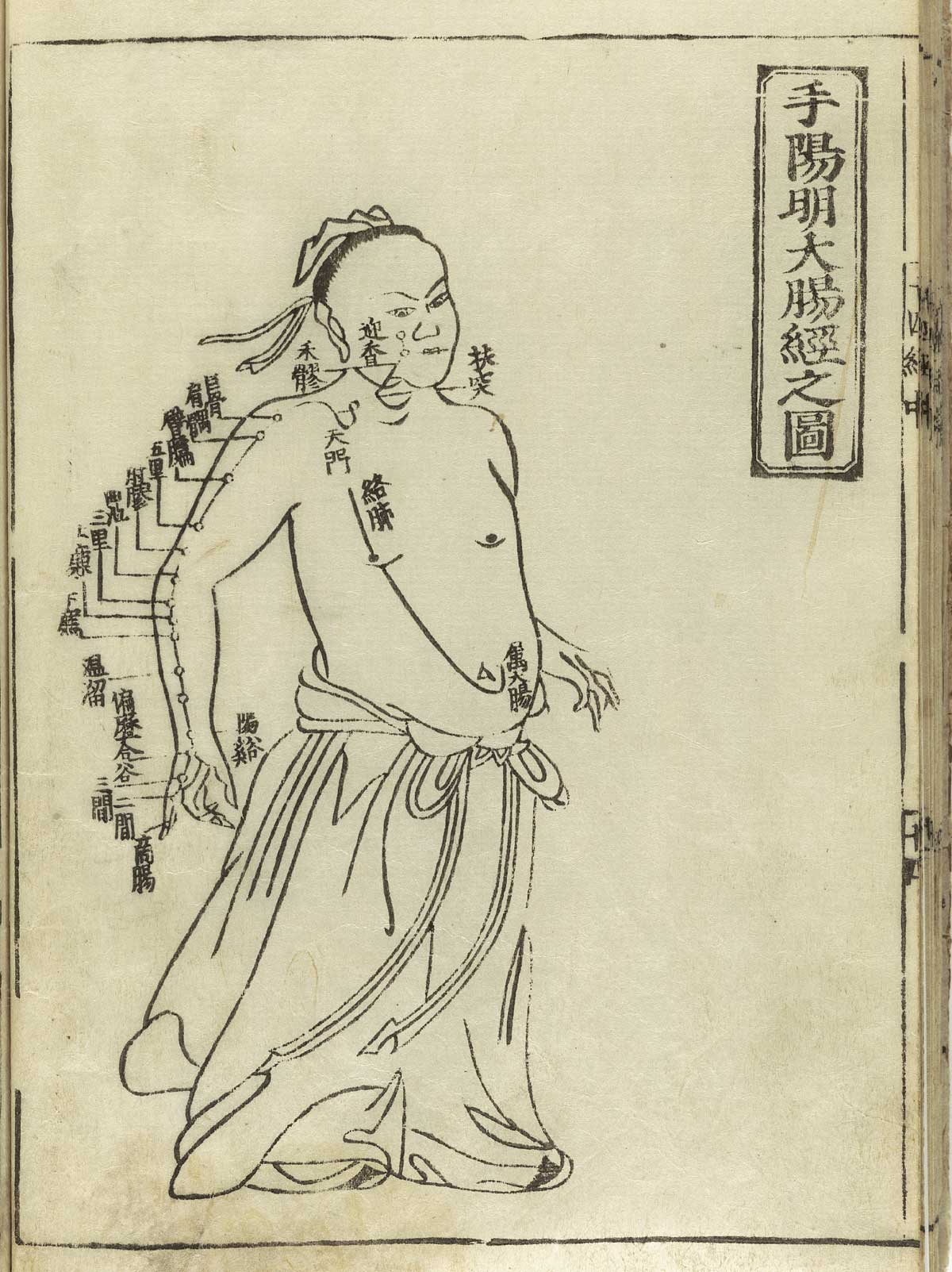
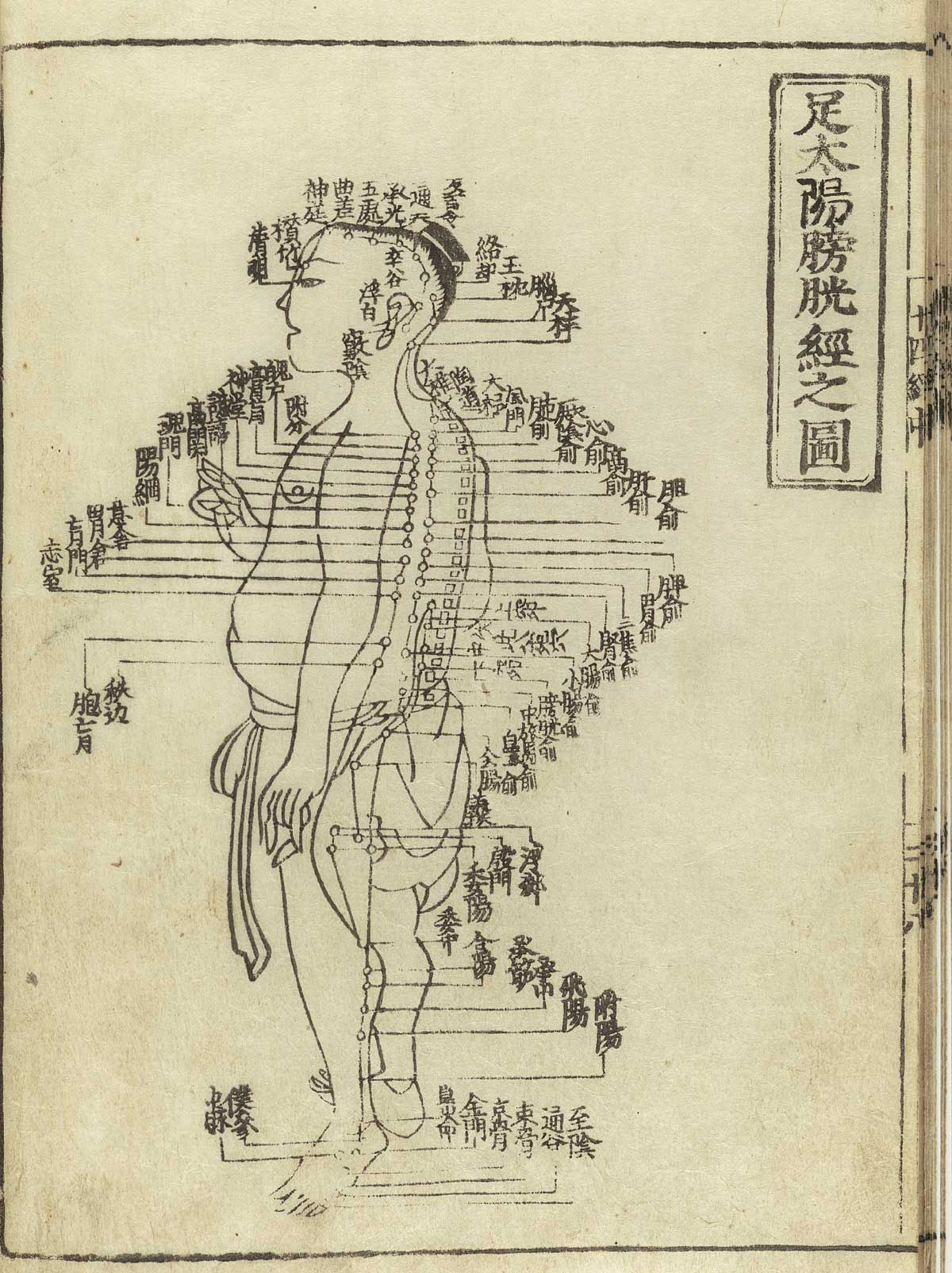
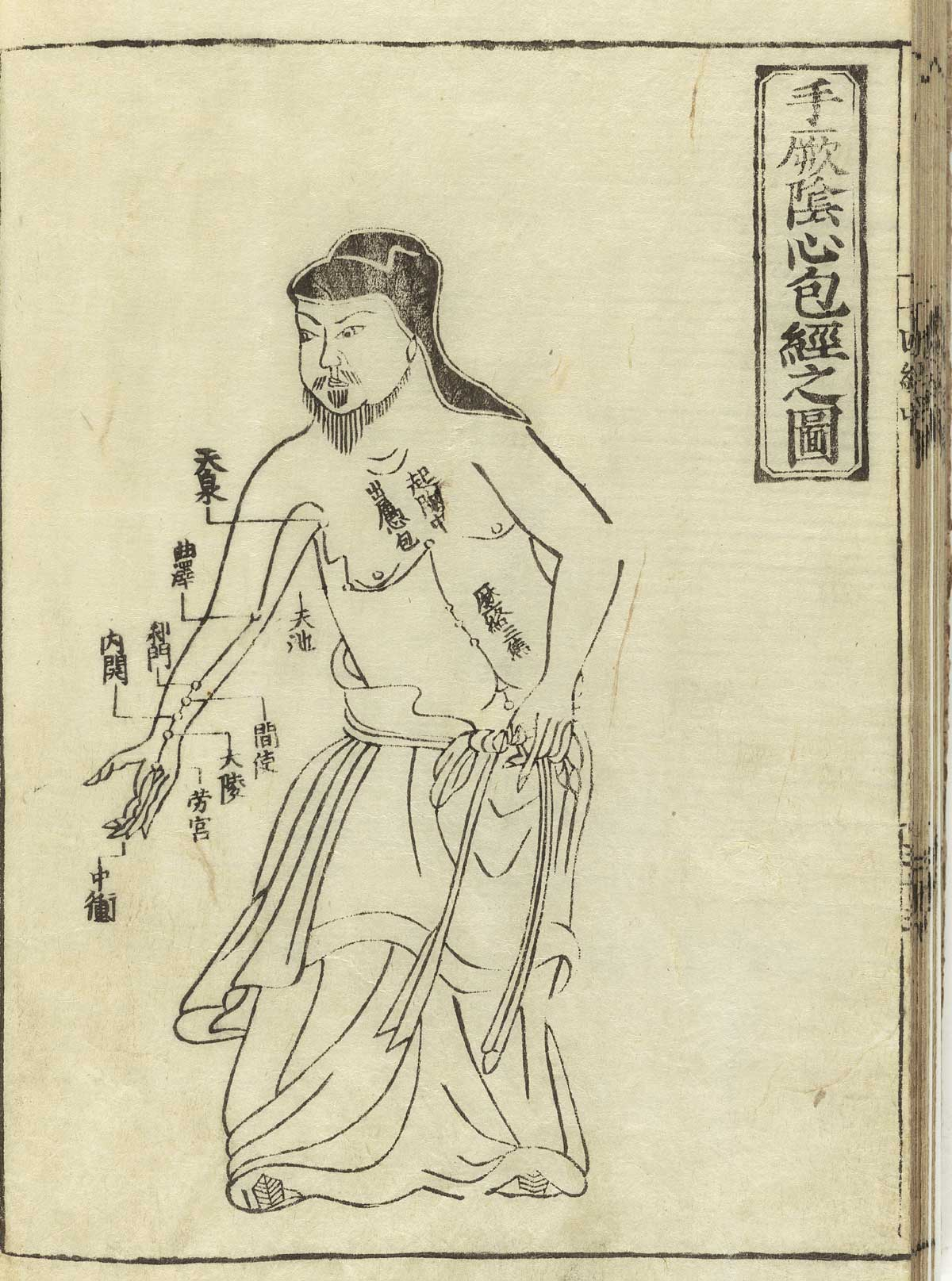
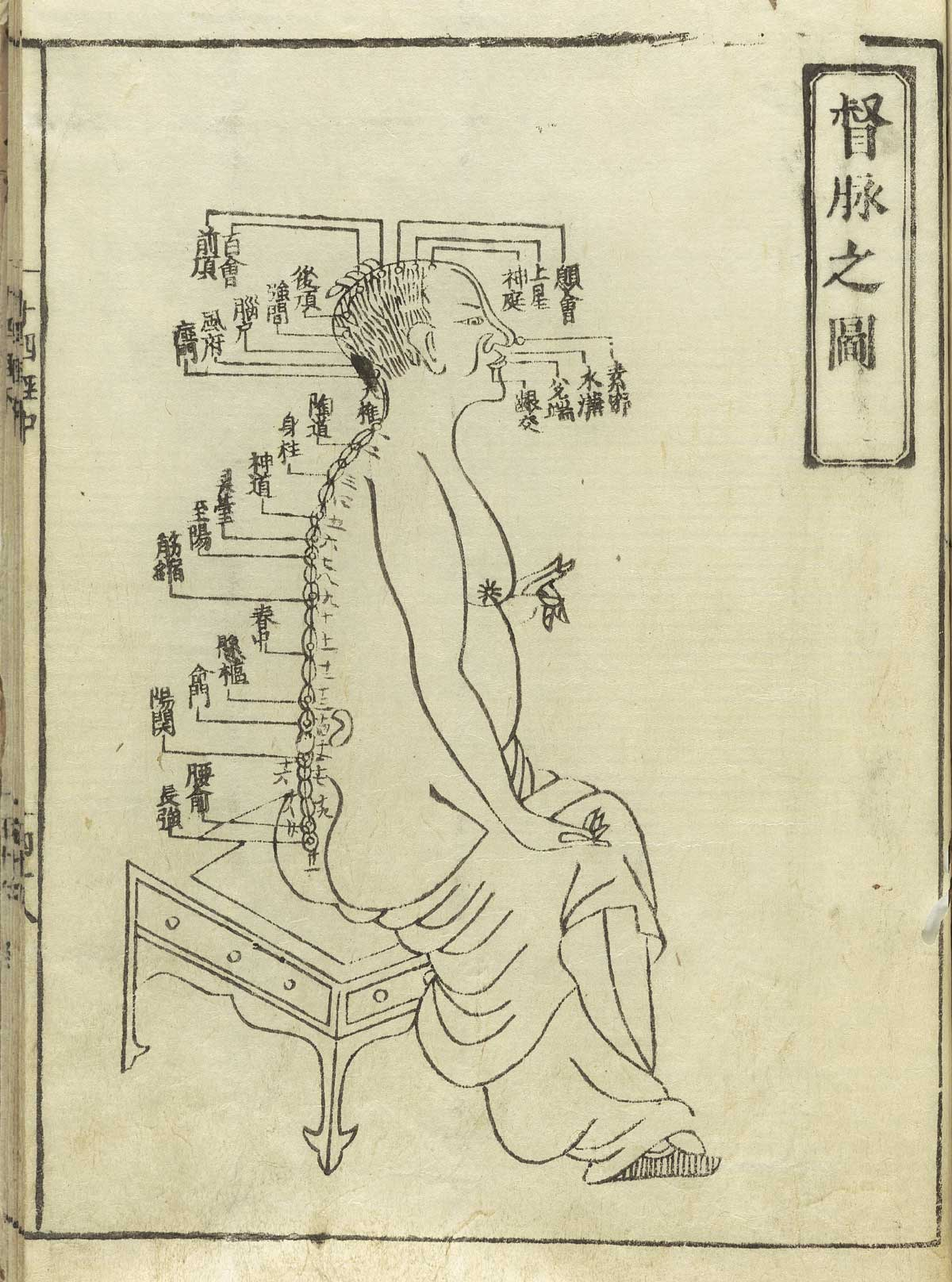
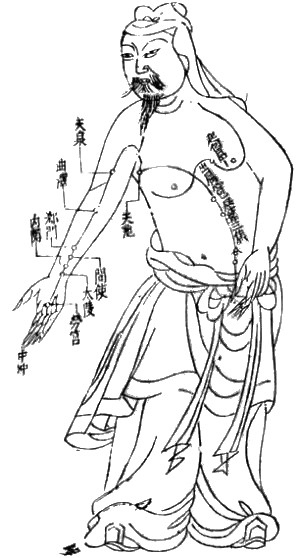

## 経絡一覧
- 正経
- 奇経
- 要穴
- 耳穴
- 反射区
- 経脈
- 絡脈
- 経別
- 経筋
- 奇穴
- 阿是穴
- 新穴